# Martín Tejera
Martín Tejera Vázquez (Montevidéu, 16 de fevereiro de 1991) é um futebolista uruguaio que atua como goleiro. Atualmente defende o Nacional.

## Títulos
Nacional
- Campeonato Uruguaio (3): 2008-09[1], 2010-11[2] e 2011-12